# Kickxia monodiana
Kickxia monodiana là một loài thực vật có hoa trong họ Mã đề. Loài này được (Maire) Dobignard mô tả khoa học đầu tiên năm 1992.